# Hydrocarbure insaturé
Dans la vaste famille des hydrocarbures (molécules formées comme leur nom l'indique d’hydrogène et de carbone), au sein de la classe des hydrocarbures aliphatiques, on distingue les hydrocarbures insaturés.
Par opposition aux « hydrocarbures saturés » que sont les alcanes (hydrocarbures dont toutes les liaisons chimiques sont simples, ce qui les rend peu réactifs avec eux-mêmes et assez peu réactifs avec la plupart des autres atomes). Les hydrocarbures insaturés sont beaucoup plus réactifs que les autres hydrocarbures.

## Deux sous-catégories
Les hydrocarbures insaturés constituent une classe regroupant deux types particuliers d'hydrocarbures (tous caractérisés par des liaisons chimiques insaturées) :
- les alcènes (de formule chimique : R–CH=CH–R', caractérisés par au moins une double liaison ; si la molécule comprend deux doubles liaisons, on parle de -diène (ex. : 1,3-butadiène) ; les alcènes les plus connus sont l’éthylène (en C2), le propylène (C3), le butylène (C4), etc. ;
- les alcynes (de formule chimique : R–C≡C–R'), à triple liaison (ex. : acétylène (C2)).

R et R' symbolisent en chimie organique un groupement d'atomes (aussi dénommé radical).

## Dénominations chimiques
En chimie organique, le suffixe (partie finale du nom) désigne la nature de la famille. Ici comme il y a deux sous-familles parmi les hydrocarbures insaturés :
- le suffixe -ène désigne les alcènes ;
- le suffixe -yne désigne les alcynes.

Le suffixe -ane désigne des molécules d'hydrocarbures saturés (ou alcanes), -ol désignant par ailleurs les alcools, -one les cétones, -al les aldéhydes, etc.

## Toxicologie, écotoxicologie
Dans la plupart des cas, parce que plus réactifs, les hydrocarbures insaturés sont aussi beaucoup plus toxiques et écotoxiques que les alcanes.
Les alcènes, comme les alcynes, ont des liaisons insaturées les rendant réactifs, y compris vis-à-vis d’eux-mêmes ; ils se comportent même entre eux comme des monomères ; propriété utilisée pour facilement produire des polymères tels que le polyéthylène.
Leurs propriétés sont plus problématiques pour le toxicologue, car ils interfèrent facilement avec de nombreuses molécules et processus biologiques (ainsi le 1,3-butadiène souvent retrouvé dans les fumées et gaz de combustions d'hydrocarbures est pour ces raisons cancérogène).
On peut aussi distinguer :
- les aliphatiques à chaîne linéaire, ex. : le n-hexane est le composé linéaire à six atomes de carbone (hexa- signifiant six) ;
- les aliphatiques à chaîne ramifiée, ex. : le méthylpentane est le composé ramifié à six atomes de carbone. Des chiffres désignent le numéro de l’atome de carbone où se fait la « ramification ». Ainsi le 2-méthylpentane a un radical méthyle (CH3) placé sur le 2e atome de carbone et le 3-méthylpentane a un radical méthyle sur le 3e atome. Le « 4-méthylpentane » n’existe pas, étant identique au 2-méthylpentane[1].